# Пецеит (Удине)
Пецеит је насеље у Италији у округу Удине, региону Фурланија-Јулијска крајина.
Према процени из 2011. у насељу је живело 21 становника. Насеље се налази на надморској висини од 503 м.